# كارلوس غالفان
كارلوس غالفان (بالإسبانية: Carlos Galván)‏ (28 أكتوبر 1973 ببونتيفيدرا في الأرجنتين - ) هو لاعب كرة قدم أرجنتيني في مركز الدفاع. لعب مع أتلتيكو مينييرو وأرجنتينوس جونيورز وأوليمبيا أسونسيون والجامعي دي بيرو وبانفيلد وريال مورسيا وسيوداد دي مورسيا ونادي راسينغ ونادي سانتوس ونادي لانوس ونادي بايساندو ‏ وسيزار فاليجو ‏.

## وصلات خارجية
- كارلوس غالفان على موقع إي إس بي إن إف سي (الإنجليزية)
- كارلوس غالفان على موقع قاعدة بيانات كرة القدم.إي يو (الإنجليزية)